# JOSM
JOSM (listenо файле) (Java OpenStreetMap Editor) — свободный программный инструмент для редактирования геоданных OpenStreetMap, созданный на Java, изначально разработанный Иммануэлем Шольцем и в настоящее время поддерживаемый Дирком Штёкером. Он имеет множество возможностей, но и более сложный пользовательский интерфейс, чем стандартный онлайн-редактор iD.

## Особенности

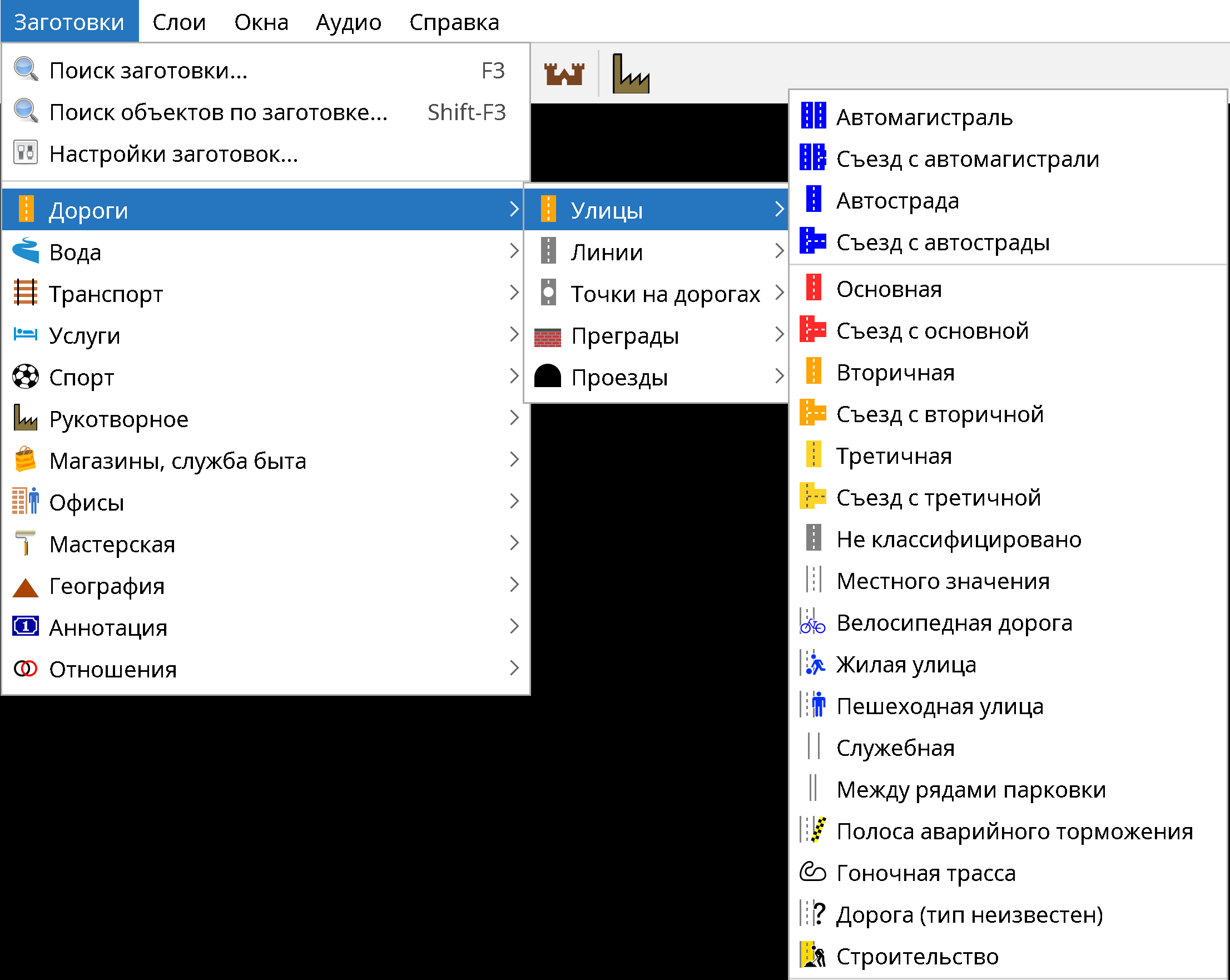
Меню дорожных заготовок JOSM на русском языке

Основными особенностями JOSM являются импорт GPX файлов (GPS треков), работа с аэрофотоснимками (включая протоколы WMS, TMS и WMTS), поддержка нескольких картографических проекций, слоев, редактирование отношений, инструменты проверки данных, фильтрация данных, автономная работа, пресеты и стили рендеринга. JOSM предоставляет более 200 горячих клавиш для основных функций.
Множество дополнительных возможностей (таких как инструменты для рисования зданий, добавления ссылок на Википедию или просмотра данных в 3D) доступны через плагины. Их в репозитории более 100.

## История
Первый changeset был создан 27 сентября 2005 г. Первая бета-версия (для которой требовалась Java 5) была доступна 4 октября 2005 г., а JOSM 1.0 была выпущена 22 января 2006 г. Текущая схема версий, использующая номер changeset кода, была введена в 2008 г.
В 2014 году логотип проекта был заменен на текущий, выигравший конкурс дизайна. С этого года стабильные релизы идентифицируются с дополнительным внутренним номером версии YY.MM (после r6763 — 14.01), однако они могут не точно отражать дату релиза.
С момента выхода ревизии 10786 (16.07) 12 августа 2016 года, поддержка версий Java менее 8 была прекращена.

## Использование
Наибольшее количество правок в OSM сделано с использованием JOSM. Программное обеспечение использовалось для выполнения нескольких крупномасштабных импортов OSM, включая данные TIGER в США.
JOSM также может использоваться для редактирования родственного OSM проекта OpenHistoricalMap. Он включен в качестве пакета во многие дистрибутивы Linux, такие как Ubuntu, Debian, Fedora, Arch Linux и OSGEO Live DVD.
Имеются различные учебные пособия. В учебнике LearnOSM, переведенном на 16 языков, есть раздел, посвященный JOSM. В нём рассказывается о процессе редактирования, инструментах, плагинах, пресетах, функциях работы с изображениями, разрешении конфликтов и других функциях.